# Rainolf d'Alife
Rainolf d'Alife (mort le 30 avril 1139) fut comte d'Alife et de Caiazzo, puis duc d'Apulie. Il était membre de la puissante famille Drengot, qui dirigea la principauté de Capoue aux XIe et XIIe siècles. Son épouse, Mathilde, était la sœur du roi Roger II de Sicile. 

## Biographie

### Origines et montée en puissance
Rainolf était le fils de Robert, comte d'Alife et de Caiazzo, et de Gaitelgrima. Son grand-père était Ranulf Ier de Caiazzo, frère du prince Richard Ier d'Aversa. Son arrière-grand-père était Asclettin Quarrel, comte d'Acerenza. Asclettin était un frère de Rainolf Drengot, l'un des premiers aventuriers normands en Italie. Étant le troisième Rainolf de la famille, Rainolf d'Alife est parfois nommé Rainolf III.
En juillet 1127, le duc Guillaume d'Apulie meurt et le comte Roger II de Sicile revendique le duché. Cependant, de nombreux membres de la noblesse normande du continent s'y opposent, et sont soutenus par le pape Honorius II. Ils se rassemblent autour du baron Jourdain d'Ariano, mais celui-ci meurt le 12 août 1127. Son héritier, Jourdain II d'Aversa meurt également le 19 décembre. Le fils unique de Jourdain, Robert II d'Aversa, obtient la principauté de Capoue. Le comte Rainolf d'Alife est l'un de ses plus puissants vassaux.
En décembre, Honorius II se rend à Capoue et y organise la résistance contre Roger II de Sicile, ralliant Robert et Rainolf à sa cause. Il promet l'absolution à tous ceux qui prendront part à la campagne contre Roger. Les compétences militaires de Robert II d'Aversa sont faibles et Rainolf prend rapidement le commandement de la révolte. Lorsque Roger débarque sur la péninsule avec une armée, Rainolf tente d'organiser la résistance, en particulier à Troia, mais abandonne quand le comte de Sicile menace d'envahir ses propres terres. Finalement, les négociations entre Roger et les rebelles aboutissent à une trêve par laquelle le pape Honorius nomme Roger duc d'Apulie et de Calabre en août 1128.
Rainolf semble fidèle à Roger après le couronnement de ce dernier comme roi de Sicile le 30 décembre 1130. En 1131, à la demande de Roger, il mène avec Robert une expédition militaire à Rome en soutien à l'antipape Anaclet II. Cependant, alors que Rainolf est à Rome, sa femme, Mathilde, s'enfuit avec son fils chez son frère Roger à Salerne, alléguant la cruauté conjugale. Le roi invite Rainolf à comparaître devant la justice mais celui-ci refuse de se présenter. Roger est contraint d'annexer le comté d'Avellino à Richard, le frère de Rainolf. Après avoir exigé, en vain, la restitution de sa femme et de son comté, Rainolf quitte la ville de Rome et organise avec Robert une nouvelle révolte.

### Chef des barons normands révoltés
La majeure partie des barons normands de la péninsule soutiennent les chefs rebelles. Le roi est distrait temporairement par une autre rébellion en Apulie, mais, avec la reddition de Grimoald, prince de Bari, il peut se tourner vers les renégats capouans. Ces derniers prennent Bénévent et dirigent leurs troupes contre l'armée de Roger. Celui-ci est alors en route vers Nocera afin d'assiéger la ville. Les deux armées s'affrontent le 24 juillet 1132 au cours de la bataille de Nocera qui s'achève par la victoire des rebelles.
L'empereur germanique Lothaire III quitte l'Italie peu après son couronnement, et laisse Rainolf diriger la révolte contre Roger. Par conséquent, en 1133, Roger peut retourner dans la péninsule depuis son fief de Sicile et affronter à nouveau les rebelles. Mais de nouvelles révoltes éclatent. Rainolf soutient Tancrède de Conversano avec les troupes de Roger de Plenco, et attend des renforts de Pise et de Gênes. Rainolf est cependant incapable de faire lever le siège de Nocera et voit son allié Robert s'enfuir vers le nord. En juin 1134, les partisans de Rainolf se délitent et il est contraint de faire la paix avec le roi. Selon le chroniqueur Alexandre de Telese, les deux hommes s'embrassent et « ceux qui sont présents versent des larmes de joie ». Rainolf perd les gains territoriaux obtenus depuis le déclenchement de la rébellion mais récupère sa femme et son fils.
En 1135, une flotte pisane dirigée par Robert II d'Aversa jette l'ancre à Naples. À la suite de rumeurs annonçant la mort du roi Roger, Rainolf rejoint Robert et le duc Serge VII de Naples et organise la défense de la ville.

### Nomination au duché
En 1136, l'empereur Lothaire et le duc Henri X de Bavière gagnent la péninsule afin de soutenir les trois rebelles. Rainolf, en compagnie de Robert et Henri, se rend à Salerne avec une armée pour assiéger la ville. Salerne prise, leur armée se dirige ensuite vers le sud de l'Apulie. Lothaire nomme alors Rainolf duc d'Apulie. L'empereur Lothaire et le pape Innocent II revendiquent l'investiture du duché ; le premier au motif que l'empereur Henri III avait nommé Drogon de Hauteville en 1047 et le second au motif que le pape Nicolas II avait nommé Robert Guiscard en 1059. Ensemble, le pape et l'empereur remettent le pouvoir à Rainolf à Salerne et les Allemands se retirent, laissant Rainolf défendre son duché. Rainolf accompagne l'empereur jusqu'à Aquino et reçoit le commandement d'une troupe de 800 chevaliers.
Le 30 octobre 1137, à la bataille de Rignano, Rainolf affronte Roger III d'Apulie, qui avait été nommé duc d'Apulie par son père Roger II en 1134. Roger et son père sont vaincus et le prince Serge VII de Naples meurt au cours de la bataille. Rignano est la deuxième grande victoire de Rainolf sur Roger, mais celle-ci, comme la première, est sans grande conséquence pour le roi. La campagne de Roger de 1138 est un échec et Rainolf semble désormais sûr de son titre, même sans la possession de Salerne. Cependant, Rainolf tombe malade à Troia, sa capitale, et meurt le 30 avril 1139. Il est enterré dans la cathédrale de cette ville, d'où Roger l'exhume et le jette dans un fossé, avant de le réenterrer décemment. Le duché d'Apulie sera confié à Roger III d'Apulie, fils de Roger II de Sicile à la suite du traité de Mignano. 